# Achilleion (Troas)
Achilleion (altgriechisch Ἀχίλλειον) war eine antike Siedlung an der Nordwestküste der Troas an der heutigen Beşik-Bucht (Beşiktepe).
Sie wurde im 6. Jahrhundert v. Chr. von Mytilene auf Lesbos als Stützpunkt gegen das athenische Sigeion erbaut. In hellenistischer Zeit gehörte Achilleion zu Ilion/Troja. Benannt ist der Ort nach dem angeblichen Grabhügel des Achilleus, den unter anderem Alexander der Große und Caracalla besuchten.
Achilleion gehört heute zum Historischen Nationalpark Truva.